# M/32-33
Maxim M/32-33 — фінський станковий кулемет з водяним охолодженням, представляє собою варіант російського кулемета зразка 1910 року.
M/32-33 був розроблений фінським зброярем Аймо Лахті у 1932 році, міг стріляти з темпом стрільби 800 постр./хв, у той час як російський кулемет зразка 1910 року стріляв з темпом 600 постр./хв; окрім того «Максим» M/32-33 мав деякі нововведення. На відміну від інших фінських кулеметів Максим, M/32-33 одразу мав триногу для ведення зенітного вогню.
Останнім покращенням кулемету стало додавання широкого отвору на кожусі ствола для можливості заповнення кожуха снігом та льодом. Це дозволило знизити вагу кулемета на 3 кг у зимовий період.
Також до моделі M/32-33 було модернізовано ранні моделі кулемета M/09 у період з 1933 по 1935.
Кулемет активно використовувався фінською стороною у радянсько-фінській війні.